# King’s X
King’s X ist eine amerikanische Rockband aus dem Bereichen Hard Rock und Progressive Rock, bestehend aus Ty Tabor (Gitarre, Gesang), Doug Pinnick (Gesang, Bass) und Jerry Gaskill (Schlagzeug, Gesang).

## Geschichte
Die drei Musiker fanden bereits 1980 zusammen und versuchten sich in verschiedenen Bands, in denen sie unter anderem Coversongs von den Beatles, U2 oder The Police spielten. 1983 wurde die Band zu einem festen Trio. Unter dem Namen Sneak Preview erschien noch im selben Jahr ein gleichnamiges Studioalbum, von dem aber keiner der Beteiligten besonders begeistert war. Zwei Jahre später traf die Band den Manager und Produzenten Sam Taylor (ZZ Top), der sie davon überzeugte, sich in King’s X umzubenennen.
1988 wurde das Debüt-Album Out of the Silent Planet veröffentlicht. Der Nachfolger Gretchen Goes to Nebraska erschien 1989 und verschaffte der Band Präsenz im Radio und auf MTV. In der Folge trat das Trio unter anderem als Vorgruppe von AC/DC auf der Tour „The Razors Edge“  auf. Auch die folgenden Alben erreichten die Top 100 der amerikanischen Charts. Der kommerzielle Durchbruch blieb allerdings aus und interne Probleme zerrütteten die Band Mitte der neunziger Jahre.
Im Jahr 1996 endete ihre Zusammenarbeit mit der bisherigen Plattenfirma Atlantic Records. Die drei Bandmitglieder gingen ihren jeweiligen Soloprojekten nach. Nach zwei Jahren ohne Veröffentlichung (bis auf das Best Of-Album) erschien 1998 das in Eigenregie produzierte Album Tapehead. Auch bei den folgenden CDs verzichtete die Band auf einen externen Produzenten. 2005 entstand Ogre Tones in Zusammenarbeit mit dem deutsch-amerikanischen Hard-Rock- und Metal-Spezialisten Michael Wagener, mit dem 2008 dann auch das bisher letzte Studioalbum XV aufgenommen wurde.
Am 2. September 2022 erschien das bislang letzte Studioalbum Three Sides Of One – das erste seit 14 Jahren.

## Stil

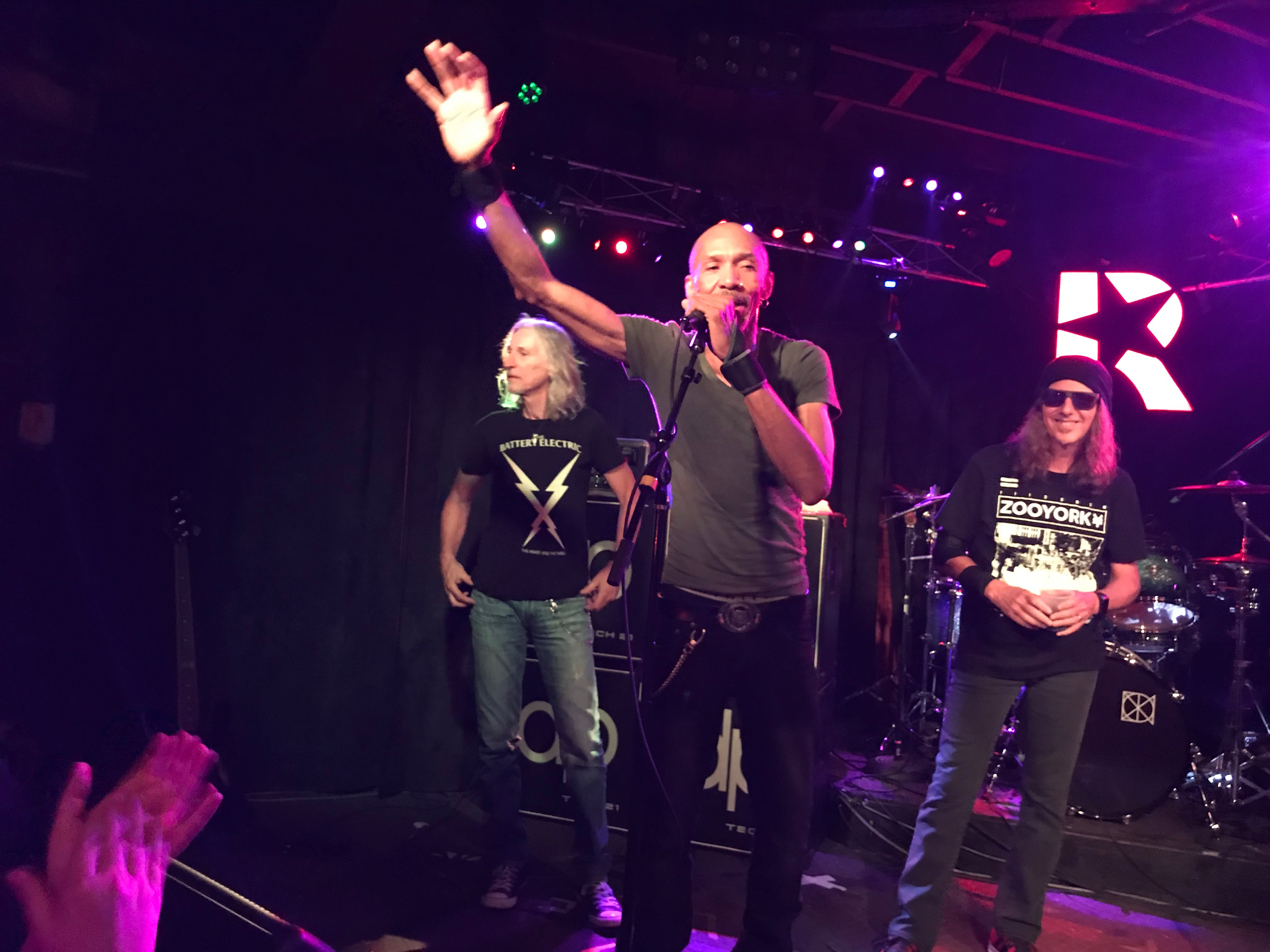
King’s X (2018)

Der charakteristische Stil von King’s X vereint Merkmale verschiedener Musikrichtungen: Der dreistimmige Gesang, der ein Beatles-artiges Flair erzeugt, wird durch Gitarrenarbeit untermalt, die Elemente des Progressive Rock, des Hard Rock sowie des Grunge und des Soul aufweist.

## Diskografie

### Alben
| Jahr | Titel                     | Höchstplatzierung, Gesamtwochen, AuszeichnungChartplatzierungen (Jahr, Titel, Platzierungen, Wochen, Auszeichnungen, Anmerkungen) | Höchstplatzierung, Gesamtwochen, AuszeichnungChartplatzierungen (Jahr, Titel, Platzierungen, Wochen, Auszeichnungen, Anmerkungen) | Höchstplatzierung, Gesamtwochen, AuszeichnungChartplatzierungen (Jahr, Titel, Platzierungen, Wochen, Auszeichnungen, Anmerkungen) | Höchstplatzierung, Gesamtwochen, AuszeichnungChartplatzierungen (Jahr, Titel, Platzierungen, Wochen, Auszeichnungen, Anmerkungen) | Anmerkungen |
| Jahr | Titel                     | DE | CH | UK | US | Anmerkungen |
| ---- | ------------------------- | --- | --- | --- | --- | ----------- |
| 1988 | Out of the Silent Planet  | — | — | — | US144 (6 Wo.)US |             |
| 1989 | Gretchen Goes to Nebraska | — | — | UK52 (1 Wo.)UK | US123 (18 Wo.)US |             |
| 1990 | Faith Hope Love           | — | — | UK70 (1 Wo.)UK | US85 (24 Wo.)US |             |
| 1992 | King’s X                  | — | — | UK46 (1 Wo.)UK | US138 (3 Wo.)US |             |
| 1994 | Dogman                    | — | CH47 (1 Wo.)CH | UK46 (1 Wo.)UK | US88 (4 Wo.)US |             |
| 1996 | Ear Candy                 | — | — | — | US105 (1 Wo.)US |             |
| 2008 | XV                        | — | — | — | US145 (1 Wo.)US |             |
| 2022 | Three Sides of One        | DE21 (1 Wo.)DE | CH20 (1 Wo.)CH | — | — |             |

Weitere Alben
- 1983: Sneak Preview (als Sneak Preview)
- 1998: Tape Head
- 2000: Please Come Home...Mr. Bulbous
- 2001: Manic Moonlight
- 2003: Black Like Sunday
- 2005: Ogre Tones

### Livealben
- 2004: Live All Over the Place
- 2007: Live & Live Some More
- 2009: Tales From the Empire
- 2010: Live Love in London
- 2012: Burning Down Boston

### Kompilationen
- 1997: Best of King’s X

### Singles
| Jahr | Titel Album               | Höchstplatzierung, Gesamtwochen, AuszeichnungChartplatzierungen (Jahr, Titel, Album, Platzierungen, Wochen, Auszeichnungen, Anmerkungen) | Höchstplatzierung, Gesamtwochen, AuszeichnungChartplatzierungen (Jahr, Titel, Album, Platzierungen, Wochen, Auszeichnungen, Anmerkungen) | Höchstplatzierung, Gesamtwochen, AuszeichnungChartplatzierungen (Jahr, Titel, Album, Platzierungen, Wochen, Auszeichnungen, Anmerkungen) | Höchstplatzierung, Gesamtwochen, AuszeichnungChartplatzierungen (Jahr, Titel, Album, Platzierungen, Wochen, Auszeichnungen, Anmerkungen) | Anmerkungen |
| Jahr | Titel Album               | DE | CH | UK | US | Anmerkungen |
| ---- | ------------------------- | --- | --- | --- | --- | ----------- |
| 1990 | It’s Love Faith Hope Love | — | — | UK94 (1 Wo.)UK | — |             |

Weitere Singles
- 1988: Goldilox
- 1988: King
- 1988: Shot of Love
- 1989: Over My Head
- 1989: Summerland
- 1990: I’ll Never Get Tired of You
- 1990: We Are Finding Who We Are
- 1991: Junior’s Gone Wild
- 1992: Black Flag
- 1992: Dream In My Life
- 1992: World Around Me
- 1994: Dogman
- 1994: Fool You
- 1994: Pillow
- 1994: Pretend
- 1996: Sometime
- 1996: A Box
- 1996: Looking for Love
- 1998: Fade
- 2000: Marsh Mellow Field
- 2001: False Alarm
- 2005: If/Alone

### Videoalben
- 2008: Gretchen Goes to London
- 2010: Live Love in London